# Карл Эммануил III
Карл Эммануил III (итал. Carlo Emanuele III di Savoia; 27 апреля 1701[…], Турин — 20 февраля 1773[…], Турин, Сардинское королевство) — король Сардинии и герцог Савойский с 1730 года. В качестве полководца сыграл заметную роль в итальянских кампаниях войн за польское и австрийское наследства.

## Биография
Карл Эммануил был вторым сыном герцога Савойского Виктора Амадея II и Анны Марии Орлеанской. Он носил титул герцога Аостского, после смерти старшего брата принца Виктора Амадея от оспы в 1715 году стал наследником престола, получив титул принца Пьемонтского. 
Карл Эммануил был низкорослым и худощавым, при дворе его в насмешку называли Карлино. Виктор Амадей II не питал любви к сыну, прилюдно унижал его, заставил отказаться от любимого занятия — охоты и даже вмешивался в его семейные дела. Так, король разрешил принцу спать с женой лишь один раз в неделю. 
В 1727 году Виктор Амадей занялся политическим образованием сына, стал требовать его присутствия на его заседаниях с министрами, а после проводил экзамен, заставляя объяснять каждое принятое им решение. Наконец 3 сентября 1730 года Виктор Амадей отрёкся от престола в пользу Карла Эммануила III. Однако через год, недовольный тем, как ведёт дела его сын, он надумал вернуться к управлению государством. Карл Эммануил приказал арестовать отца и сослал его в замок Риволи, где тот умер в 1732 году. 
Во время войны за польское наследство (1733—1738) Карл Эммануил выступил на стороне Франции. Он рассчитывал расширить своё государство за счёт территорий соседнего Миланского герцогства. По туринскому соглашению 1733 года Франция признавала за Сардинией такое право в обмен на помощь в войне. Сардинские войска с минимальными потерями оккупировали западную Ломбардию и осадили миланскую крепость. Затем объединённые франко-сардинские войска под командованием Карла Эммануила нанесли австрийской армии поражения при Парме и Гвасталле. Итогом войны стал Венский мирный договор, по которому Сардиния получила австрийскую часть Миланского герцогства (Новару и Тортону).

В начале войны за австрийское наследство (1740—1748) Франция вновь запросила у Карл Эммануила военной поддержки, однако сардинский король отказал из опасения, что Испания будет претендовать на территорию Миланского герцогства, на которое у короля имелись свои планы. Кроме того, в этом случае Сардиния оказалась бы зажата двумя государствами под властью Бурбонов, что поставило бы крест на планах Карла Эммануила по расширению своего влияния в Италии. Более того, Сардиния в 1742 году вступила в войну на стороне Австрии, получив от Великобритании финансовую поддержку в размере 250 тысяч фунтов в год. 

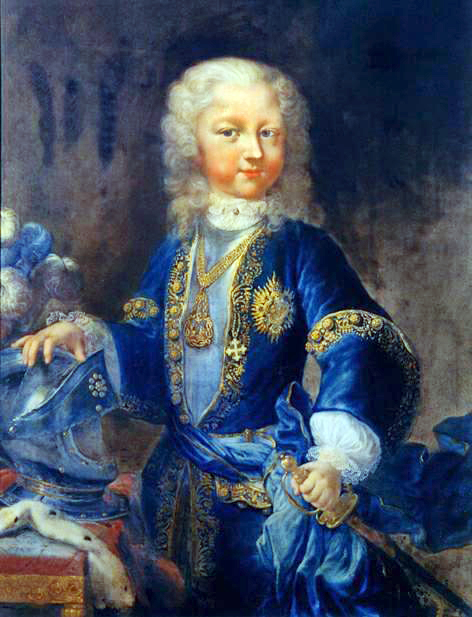
Герцог Аостский в детстве

Военные действия Карл Эммануил начал с победы над испанской армией, которую он вынудил отступить на юг, к побережью Адриатики. Затем он выступил против второй испанской армии, двигавшейся со стороны Франции, и вновь одержал победу. В 1744 году Франция формально вступила в войну, осложнив и без того невыгодное положение сардинских войск, вынужденных иметь дело с двумя испанскими армиями. Объединённая французско-испанская армия нанесла сардинским войскам поражение и осадила Кунео, обороной которого Карл Эммануил руководил лично. Король, прибегнув к тактике вылазок против обозов и артиллерии неприятеля, вынудил французов снять осаду и вернуться на зимовку во Францию. 
Вступление в войну Генуэзской республики на стороне Франции и Испании в 1745 году сделало положение Карла Эммануила, имевшего в своём распоряжении 43 тыс. человек против 90-тысячной бурбонской армии, катастрофическим. Король старался маневрировать, избегая решающего сражения и сохраняя армию, но терял при этом одну за другой крепости. Однако через год, заполучив поддержку в виде 12-тысячной венецианской армии, Карл Эммануил разбил объединённую армию противника и переломил ситуацию в Северной Италии. Сардинская армия вернула все утраченные позиции, оккупировала западную Лигурию и готовилась перенести военные действия на юг Франции. 
Сопротивление генуэзцев помешало этим планам, а вскоре Карлу Эммануилу пришлось отражать новое наступление французской армии на Пьемонт. Война закончилась в 1748 году подписанием Ахенского мира. Карл Эммануил проявил себя умелым переговорщиком, выторговав для себя Виджевано. На случай новой войны он тщательно укрепил горные переходы в Альпах. Воспользовавшись конфликтом на Корсике, беспрепятственно оккупировал архипелаг Ла-Маддалена.
Карл Эммануил отказался от участия в Семилетней войне, ибо в конце жизни решил сосредоточиться на реформировании своего истощённого войнами королевства. Так, в 1771 году он дозволил крестьянам выкупать землю у дворянства, но под давлением элиты отменил собственное начинание. Сторонник абсолютизма, Карл Эммануил упразднил древние привилегии Аостской долины. Привлекал при своём дворе историографов, в частности, покровительствовал архивным изысканиям Муратори.

## Семья

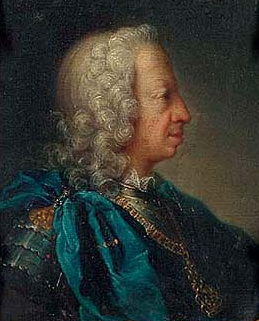
Карл Эммануил III

В Верчелли 15 марта 1722 года Карл Эммануил Савойский женился на принцессе Анне Кристине Луизе Пфальц-Зульцбахской (5 февраля 1704 — 12 марта 1723). В этом браке родился один сын:
- Виктор Амадей Теодор[англ.] (7 марта 1723 — 11 августа 1725), герцог Аостский.

После смерти первой жены при родах, Карл Эммануил Савойский женился второй раз в Турине 23 июля 1724 года на Поликсене Гессен-Рейнфельс-Ротенбургской (21 сентября 1706 — 13 января 1735). В этом браке родились шесть детей:
- Виктор Амадей III (26 июня 1726 — 16 октября 1796), король Сардинии, женился на инфанте Марии Антонии Испанской (17 ноября 1729 — 19 сентября 1785);
- Элеонора Мария (28 февраля 1728 — 14 августа 1781), принцесса Сардинская и Пьемонтская;
- Мария Луиза (25 марта 1729 — 22 июня 1767), принцесса Сардинская и Пьемонтская;
- Мария Фелицита (19 марта 1730 — 13 мая 1801), принцесса Сардинская и Пьемонтская;
- Эммануил Филиберт[англ.] (17 мая 1731 — 23 апреля 1735), герцог Аостский;
- Карл Франциск Ромуальд (23 июля 1733 — 28 декабря 1733), герцог Шабле.

Овдовев снова, в Турине 1 апреля 1737 года он женился в третий раз на Елизавете Терезе Лотарингской (15 октября 1711 — 3 июля 1741), дочери герцога Леопольда I Лотарингского и Елизаветы Шарлотты Бурбон-Орлеанской. В этом браке родились трое детей:
- Карл Франциск[англ.] (1 декабря 1738 — 25 марта 1745), герцог Аостский;
- Мария Виктория Маргарита[англ.] (22 июня 1740 — 14 июля 1742), принцесса Сардинская и Пьемонтская;
- Бенедикт (21 июня 1741 — 4 января 1808), герцог Шабле, женился на своей племяннице Марии Анне Каролине Савойской (17 декабря 1757 — 11 октября 1824).

Третья жена Карла Эммануила Савойского умерла вскоре после рождения третьего ребёнка.

## В культуре
Карл Эммануил III стал персонажем романа Александра Дюма-отца «Две королевы» (1864).